# Tierra Colorada, San Felipe Tejalápam
Tierra Colorada är en ort i Mexiko.   Den ligger i kommunen San Felipe Tejalápam och delstaten Oaxaca, i den sydöstra delen av landet, 400 km sydost om huvudstaden Mexico City. Tierra Colorada ligger 1 685 meter över havet och antalet invånare är 245.
Terrängen runt Tierra Colorada är kuperad västerut, men österut är den platt. Runt Tierra Colorada är det ganska tätbefolkat, med 230 invånare per kvadratkilometer. Närmaste större samhälle är Oaxaca de Juárez, 15,7 km öster om Tierra Colorada. Trakten runt Tierra Colorada består i huvudsak av gräsmarker.